# MERMAID (GLAY)
GLAY的第19張單曲。

## 簡介
- 有發行長條紙盒版的『初回限定版』，之後發行的2張單曲和精選輯『DRIVE-GLAY complete BEST』都有推出這個版本。
- 初回限定版的特典是3款B1 SIZE海報的其中1款。
- 同年發行精選輯『DRIVE-GLAY complete BEST』，在發行前的曲目票選上，這首單曲獲得較高的名次，但因為和下一張原創專輯『ONE LOVE』有關聯，所以沒有收錄。
- PV取景於美國洛杉磯市中心Bradbury大廈。

## 收錄曲目
1. MERMAID
2. ROCK ICON
3. MERMAID (instrumental)

## 收錄專輯
- ONE LOVE
- rare collectives vol.2
- THE GREAT VACATION VOL.1 〜SUPER BEST OF GLAY〜